# Леносуке Сузуки
Леносуке Сузуку (енгл. Lennosuke Suzuki; 25. март 2003) северномаријански је пливач чија ужа специјалност су трке слободним и прсним стилом. 

## Спортска каријера
Међународни деби на сениорским такмичењима имао је као петнаестогодишњак 2018, прво на Панпацифичком првенству, а потом и на светском првенству у малим базенима у Хангџоуу. 
На светским првенствима у великим базенима је дебитовао у корејском Квангџуу 2019, где је пливао у квалификационим тркама на  
100 прсно (претпоследње 86. место) и 100 слободно (107. место). Пливао је и за микс штафету 4×100 мешовито која је у квалификацијама заузела 35. место.